# Promozione Liguria 1975-1976
Nella stagione 1975-1976 la Promozione era il quinto livello del calcio italiano (il massimo livello regionale). Qui vi sono le statistiche relative al campionato in Liguria.
Il campionato è strutturato in vari gironi all'italiana su base regionale, gestiti dai Comitati Regionali di competenza. Promozioni alla categoria superiore e retrocessioni in quella inferiore non erano sempre omogenee; erano quantificate all'inizio del campionato dal Comitato Regionale secondo le direttive stabilite dalla Lega Nazionale Dilettanti, ma flessibili, in relazione al numero delle società retrocesse dal Campionato Interregionale e perciò, a seconda delle varie situazioni regionali, la fine del campionato poteva avere degli spareggi sia di promozione che di retrocessione.

## Squadre Partecipanti
| Squadra                              | Città                  |
| ------------------------------------ | ---------------------- |
| U.S. Albenga                         | Albenga (SV)           |
| U.S. Arenzano                        | Arenzano (GE)          |
| S.S. Argentina Arma                  | Taggia (IM)            |
| G.S. Borgoratti E.I.B. Assicurazioni | Borgoratti (GE)        |
| A.C. Lerici                          | Lerici (SP)            |
| G.S. Levante "C"                     | Pegli (GE)             |
| U.S. Loanesi                         | Loano (SV)             |
| U.S. Lunense Castelnovese            | Castelnuovo Magra (SP) |
| G.S. Navalcavi                       | Arenzano (GE)          |
| A.S. Ovadamobili                     | Ovada (AL)             |
| U.S. Pontedecimo                     | Pontedecimo (GE)       |
| U.S. Rivarolese                      | Rivarolo Ligure (GE)   |
| U.S. Taggese                         | Taggia (IM)            |
| F.C. Vado                            | Vado Ligure (SV)       |
| F.B.C. Varazze                       | Varazze (SV)           |
| U.S. Ventimigliese                   | Ventimiglia (IM)       |

## Classifica finale
|  | Pos. | Squadra              | Pt  | G   | V   | N   | P   | GF  | GS  | DR  |
|  | ---- | -------------------- | --- | --- | --- | --- | --- | --- | --- | --- |
|  | 1.   | Rivarolese           | 47  | 30  | 18  | 11  | 1   | 47  | 15  | +32 |
|  | 2.   | Albenga              | 44  | 30  | 18  | 8   | 4   | 40  | 12  | +28 |
|  | 3.   | Arenzano             | 38  | 30  | 15  | 8   | 7   | 42  | 25  | +17 |
|  | 4.   | Lerici               | 37  | 30  | 14  | 9   | 7   | 41  | 29  | +12 |
|  | 5.   | Varazze              | 34  | 30  | 13  | 8   | 9   | 31  | 28  | +3  |
|  | 6.   | Levante C            | 33  | 30  | 13  | 7   | 10  | 47  | 39  | +8  |
|  | 6.   | Ovadamobili          | 33  | 30  | 13  | 7   | 10  | 38  | 37  | +1  |
|  | 8.   | Pontedecimo          | 30  | 30  | 9   | 12  | 9   | 29  | 32  | -3  |
|  | 9.   | Taggese              | 29  | 30  | 10  | 9   | 11  | 31  | 26  | +5  |
|  | 10.  | Navalcavi            | 28  | 30  | 9   | 10  | 11  | 43  | 44  | -1  |
|  | 11.  | Lunense Castelnovese | 27  | 30  | 9   | 9   | 12  | 36  | 39  | -3  |
|  | 12.  | Ventimigliese        | 25  | 30  | 9   | 7   | 14  | 25  | 37  | -12 |
|  | 13.  | Vado                 | 24  | 30  | 7   | 10  | 13  | 27  | 35  | -8  |
|  | 14.  | Borgoratti           | 23  | 30  | 7   | 9   | 14  | 35  | 42  | -7  |
|  | 15.  | Argentina            | 21  | 30  | 4   | 13  | 13  | 21  | 45  | -24 |
|  | 16.  | Loanesi              | 7   | 30  | 0   | 7   | 23  | 15  | 63  | -48 |
|  |      |                      | 480 | 480 | 168 | 144 | 168 | 548 | 548 | 0   |

Verdetti
- Nessuna retrocessione per ampliamento quadri 1976-77.